# Bataille de Constantinople (1147)
Deuxième croisade
La bataille de Constantinople de 1147 est un affrontement à grande échelle entre les forces de l'Empire byzantin et les croisés allemands de la deuxième croisade, menés par Conrad III Hohenstaufen, combattu à la périphérie de la capitale byzantine, Constantinople. L'empereur byzantin Manuel Ier Comnène est profondément préoccupé par la présence d'une armée nombreuse et indisciplinée dans les environs immédiats de sa capitale et par l'attitude hostile de ses dirigeants. Une armée de croisés francs de taille similaire s'approche également de Constantinople, et la possibilité que les deux armées se combinent dans la ville est considérée avec une grande inquiétude par Manuel. À la suite d'affrontements armés antérieurs avec les croisés et d'insultes perçues de Conrad, Manuel déploie certaines de ses forces à l'extérieur des murs de Constantinople. Une partie de l'armée allemande attaque alors et est vaincue ; selon l'historien britannique Michael Angold, ils ont subi de lourdes pertes. À la suite de cette défaite, les croisés acceptent d'être rapidement transportés à travers le Bosphore vers l'Asie Mineure.
Bien que limitée dans son importance stratégique, la bataille est significative en ce qu'elle est un cas rare où les dispositions tactiques byzantines sont décrites en détail dans les principales sources de la période. Elle montre aussi l'ambivalence des relations entre Croisés et Byzantins, qui ne cessent de se détériorer depuis l'arrivée des premiers contingents croisés lors de la Première croisade.

## Contexte
La deuxième croisade (1145-1149) est lancée par le pape Eugène III en réponse à la chute du comté d'Édesse aux mains du chef musulman Zengi. Le comté est fondé pendant la première croisade. La deuxième croisade est la première à être menée par des rois directement, à savoir Conrad III de Hohenstaufen et Louis VII de France. Les armées des deux rois marchent séparément à travers l'Europe. Après avoir traversé le territoire byzantin dans les Balkans, les deux armées se dirigent vers la capitale byzantine, Constantinople. Les armées croisées ont alors l'intention d'emprunter la route terrestre à travers l'Asie Mineure pour atteindre la Terre Sainte.

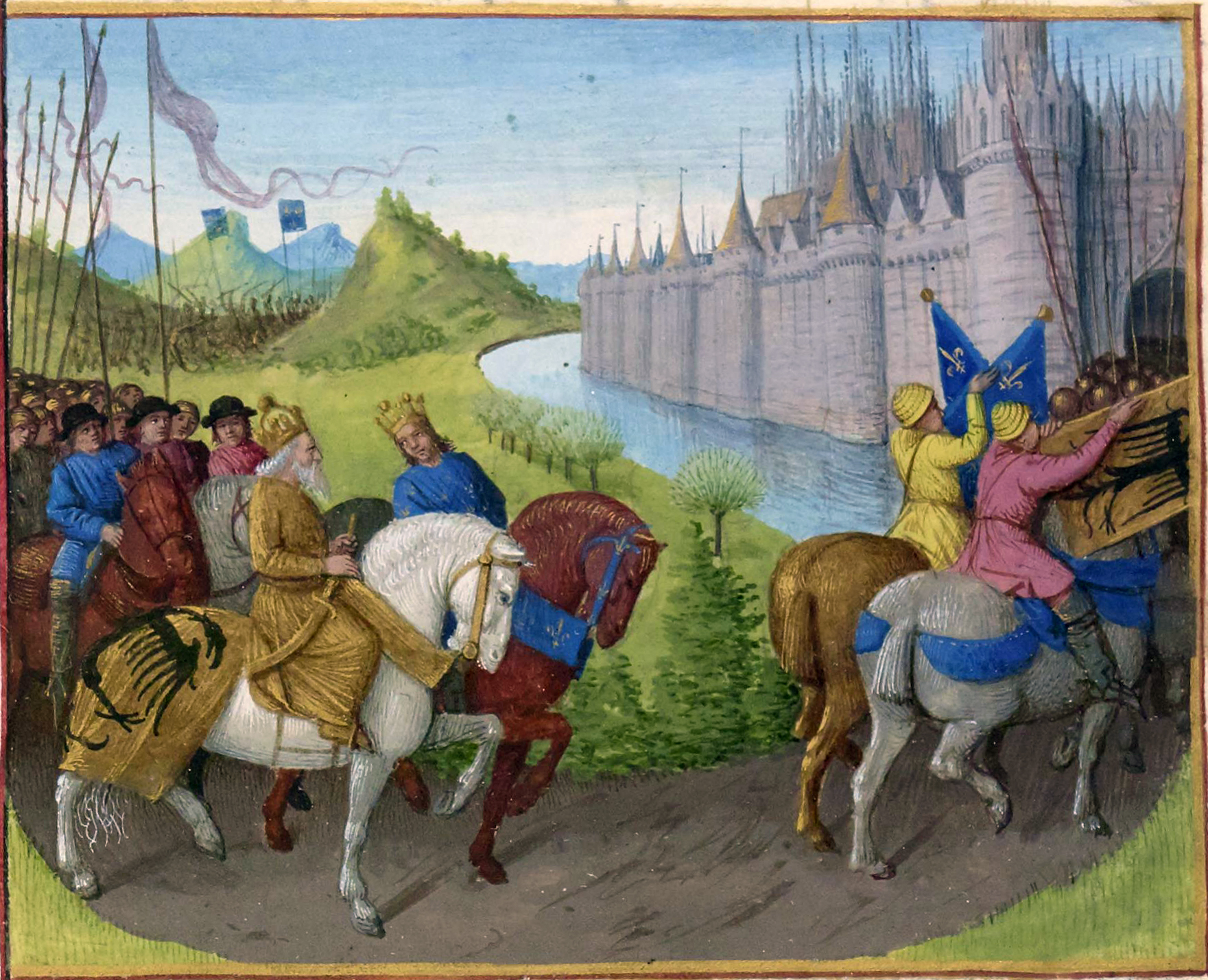
Arrivée de la deuxième croisade devant Constantinople, représentée dans le tableau de Jean Fouquet vers 1455-1460, Arrivée des croisés à Constantinople

Conrad insulte Manuel en l'appelant « Roi des Grecs » plutôt que son titre officiel d'« Empereur des Romains », et les prétentions impériales du Saint-Empire-romain-germanique le rendent beaucoup plus suspect aux yeux des Byzantins que ne le sont alors les Francs. À la suite des serments prêtés par les dirigeants germaniques qu'ils n'ont pas l'intention de blesser l'Empire byzantin, Manuel fait des préparatifs pour que les marchés soient mis à disposition lorsque l'armée des croisés traverse le territoire impérial. Une force byzantine dirigée par le général expérimenté Prosouch (Borsuq), un Turc converti à l'orthodoxie, suit Conrad III. Un affrontement mineur entre la force byzantine et les croisés se produit près d'Andrinople, les Byzantins repoussant une attaque du neveu de Conrad, le futur empereur Frédéric Barberousse. Les croisés subissent également une catastrophe naturelle, lorsqu'une partie de leur campement est emportée par une crue soudaine avec des pertes considérables,.
Manuel souhaite inciter les croisés à passer en Asie Mineure par l'Hellespont, les éloignant ainsi de Constantinople. Cependant, ils ignorent les demandes de l'ambassadeur de Manuel et poussent vers Constantinople, arrivant le 10 septembre. Manuel a alors largement réparé et renforcé les murs de sa capitale pour se prémunir contre toute agression des croisés. Les forces germaniques campent autour du palais pavillonnaire de Philopatium, mais le pillent tellement qu'il devient rapidement inhabitable. Ils déménagent ensuite dans un autre palais de banlieue, Pikridion. La force croisée, qui souffre peut-être d'un manque de nourriture, commet des déprédations et des actes de violence contre la population locale. Manuel est déterminé à faire traverser le Bosphore aux armées croisées le plus rapidement possible et mobilise une partie de ses forces militaires pour les inciter à se déplacer.

## Bataille
Les motifs de la bataille sont peu clairs ; il pourrait s'agir d'une tentative byzantine d'attaquer les Croisés pour les forcer à traverser et quitter la région de Constantinople, d'une attaque imprudente d'un contingent croisé sur les byzantins ou d'autres raisons peu connues ; la première hypothèse semble sans doute la plus plausible, car le terrain de la bataille et le moment semble être choisi par les Byzantins - qui ne s'attaquent qu'à une partie de l'armée de Conrad III.
La force byzantine est placée sous le commandement de deux généraux, Prosouch et Basile Tzikandylès. Ils ont pour instruction de prendre position face à Conrad III. L'armée byzantine est plus petite que celle des croisés mais elle occupe de bonnes positions défensives,. Prosouch et Tzikandylès ont auparavant observé l'armée croisée à un endroit appelé Longoi. Ils rapportent à l'empereur Manuel que, bien que les Allemands soient individuellement impressionnants et bien cuirassés, leur cavalerie manque de rapidité et qu'ils manquent de discipline.

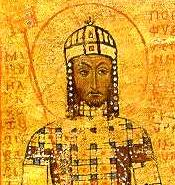
Empereur Manuel Ier

La mise en place de l'armée byzantine, exceptionnellement, est décrite en détail par Cinnamus. Au premier plan, "loin en avant", se trouvaient quatre unités (taxiarchiai). La formulation de Kinnamos indique qu'il s'agit d'infanterie. Derrière ceux-ci se range la cavalerie la plus lourde et la mieux blindée, les cataphractaires, l'élite de l'armée. Viennent ensuite "ceux qui montent des chevaux rapides", les koursores, une forme plus mobile de cavalerie de combat rapproché. Enfin, à l'arrière se trouvent les Coumans, les Turcs seldjoukides et la "force d'archers des Romains", tous vraisemblablement des archers à cheval,. Cette formation est inhabituelle pour une bataille rangée et est essentiellement l'inverse de la pratique byzantine standard, comme en témoigne la bataille de Sirmium en 1167. A Sirmium, les archers à cheval sont lancés pour escarmoucher et provoquer l'ennemi, les koursores sont placés comme gardes de flanc, les kataphraktoi sont à l'avant du corps principal de l'armée tandis que l'infanterie est tenue en réserve à l'arrière.
Le byzantin John Birkenmeier soutient que cette mise en place a été dictée par les circonstances particulières de la bataille ; les Byzantins connaissent intimement le terrain car il se trouve juste au-delà des murs de Constantinople et sont au courant des dispositions germaniques, de sorte qu'ils n'ont pas besoin d'utiliser leurs archers à cheval comme force de reconnaissance ou de dépistage. En effet, le réseau byzantin ressemble plus à celui utilisé par Alexis Ier Comnène à la bataille de Philomélion en 1117, où l'infanterie est utilisée pour émousser les attaques ennemies permettant à la cavalerie de faire des contre-attaques contrôlées derrière l'écran protecteur de l'infanterie. De plus, les troupes plus légères, en étant placées à l'arrière, peuvent à la fois couvrir une retraite ou exploiter une victoire, selon les circonstances.
Selon Cinnamus, la partie de l'armée des croisés confrontée aux Byzantins est "saisie par un grand empressement et un grand désordre" et attaquée "au pas de course". Une bataille féroce commence ; en réponse à l'attaque imprudente des Croisés, les Byzantins encaissent assez aisément leurs charges. Un éloge contemporain (recueil de poèmes de louange) adressé à Manuel Ier décrit les archers à cheval Coumans comme jouant un rôle notable dans les combats,. Les Allemands subissent de lourdes pertes. Il est clair que toute l'armée de croisade allemande n'est pas impliquée dans le conflit ; Conrad est avec une autre section, peut-être plus grande, de l'armée. Il semble s'être trouvé à une distance considérable du lieu de l'action car il n'a appris le revers que ses troupes ont subi un certain temps après les événements.

## Conséquences

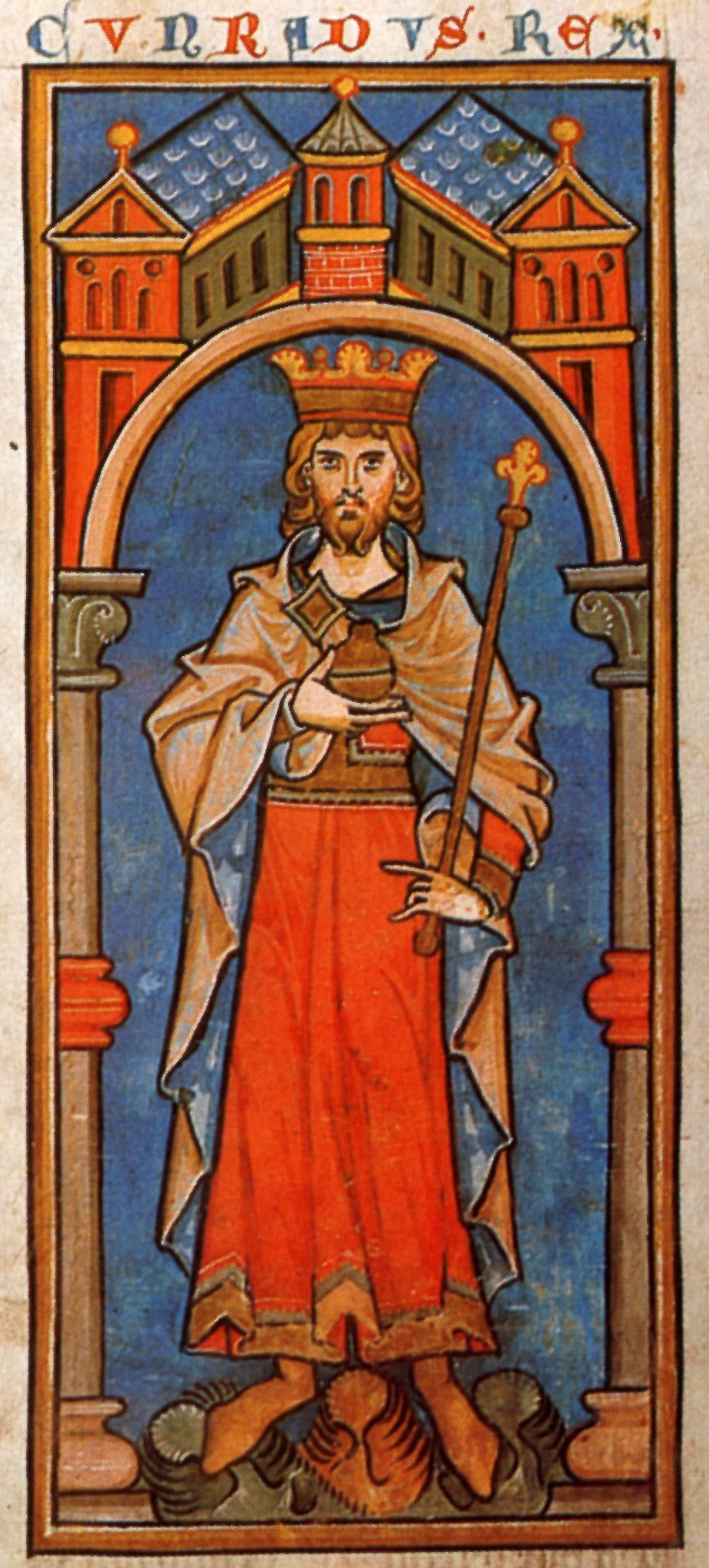
L'empereur Conrad III dans une miniature du XIIIe siècle

La démonstration de force militaire de la part des Byzantins persuade Conrad d'accéder aux souhaits de Manuel et de faire rapidement transporter le gros de son armée à travers le Bosphore jusqu'à Damalis. La préoccupation la plus grave de Manuel, la menace que les armées croisées allemandes et françaises pourraient se combiner immédiatement à l'extérieur de sa capitale, est écartée. Avec les Allemands sains et saufs sur la côte asiatique, il ouvre à nouveau des négociations avec Conrad. Manuel veut l'assurance que les Allemands lui restitueraient toute terre qu'ils pourraient conquérir et qui avait autrefois été byzantine, mais Conrad hésite à accepter ces termes. Manuel a offert une alliance à Conrad, mais est rejeté. Les croisés allemands alors, sans conseils byzantins actifs (les croisés ont allégué plus tard que leurs guides locaux sont de mèche avec les Turcs seldjoukides) ou sans approvisionnement adéquat, poussent à l'intérieur de l'Anatolie. A Dorylée, ils sont accueillis par les forces du sultan seldjoukide et, comme ils étaient à moitié affamés, sont contraints de battre en retraite. Les Turcs harcèlent de manière punitive les croisés en retraite et la retraite devient une déroute.
Rencontrant l'armée franque à Nicée, la force combinée des croisés prend alors la route côtière vers Attaleia. Bien que sur le territoire byzantin nominal, les croisés continuent à être attaqués par les Turcs qui sont aidés par la population grecque locale, Conrad embarque avec son entourage à Éphèse et retourne à Constantinople. Manuel le reçoit correctement et le fait soigner. Le rapprochement entre les deux souverains est scellé par la négociation d'un mariage dynastique. Manuel entreprit d'expédier les forces désormais réduites de Conrad en Palestine, où les forces de la deuxième croisade rencontrent finalement un échec lorsqu'elles sont vaincues à l'extérieur des murs de Damas.

### Primaire
- Niketas Choniates et Harry J. Magoulias, O City of Byzantium: Annals of Niketas Choniates, Detroit, Michigan, Wayne State University Press, 1984 (ISBN 0-8143-1764-2, lire en ligne)
- John Kinnamos et Charles M. (trans.) Brand, Deeds of John and Manuel Comnenus, New York, New York, Columbia University Press, 1976 (ISBN 0-231-04080-6, lire en ligne)
- 'Manganeios Prodromos': a verse encomium to Manuel in Codex Marcianus Graecus XI.22 known as Manganeios Prodromos, poems 20 and 24. See Jeffreys-Jeffreys, p. 102 and Magdalino, p. 49.

### Secondaire
- Michael Angold, The Byzantine Empire, 1025–1204: A Political History, London, United Kingdom and New York, New York, Longman, 1984 (ISBN 9780582294684, lire en ligne)
- John W. Birkenmeier, The Development of the Komnenian Army: 1081–1180, Leiden, The Netherlands, Brill Academic Publishers, 2002 (ISBN 90-04-11710-5, lire en ligne)
- Harris, Jonathan (2013) Byzantium and the Crusades, 2nd Edition, Bloomsbury, New York, London, New Delhi, Sydney.
- Elizabeth Jeffreys et Jeffreys Michael, The Crusades from the Perspective of Byzantium and the Muslim World edited by Angeliki E. Laiou and Roy Parviz Mottahedeh, Dumbarton Oaks Research Library and Collection, 2001 (ISBN 0-88402-277-3), « The "Wild Beast from the West": Immediate Literary Reactions in Byzantium to the Second Crusade »
- Paul Magdalino, The Empire of Manuel I Komnenos, 1143–1180, Cambridge University Press, 2002 (ISBN 0-521-52653-1)
- John Julius Norwich, Byzantium: the Decline and Fall, Viking, 1995 (ISBN 978-0-670-82377-2)
- Steven Runciman, A History of the Crusades, Volume II: The Kingdom of Jerusalem and the Frankish East, 1100–1187, Cambridge, United Kingdom, Cambridge University Press, 1952 (lire en ligne)